# Адигейська автономна область
Адигейська автономна область, Адигейська АО — адміністративно-територіальна одиниця РРФСР, що існувала з 27 липня 1922 до 16 травня 1992 року.
Столиця — Майкоп (до 1936 року — Краснодар).

## Історія
- Утворена 27 липня 1922, як Черкеська (Адигейська) автономна область.
- З 24 серпня 1922 перейменована на Адигейську (Черкеську) автономну область Північно-Кавказького краю (Краснодарського краю ).
- З 3 серпня 1928 перейменована на Адигейську автономну область
- 7 лютого 1929 в результаті укрупнення область розділили на три райони: Красногвардійський (с. Миколаївське.) Псекупський (аул Понежукай) і Шовгенівський (аул Хакуринохабль.).
- З 10 січня 1934 автономна область у складі Азово-Чорноморського краю.
- 28 грудня 1934 в області знову розділили на 5 районів:. Кошехабльський, Красногвардійський (с. Миколаївське), Понежукайський, Тахтамукайський і Шовгеновський (аул Хакуринохабль) ..
- 10 квітня 1936 до області приєднали місто Майкоп, Гіагінський район і Ханську сільраду Майкопського району зі складу Азово-Чорноморського краю. Внаслідок чого центр області перенесли до міста Майкоп.
- 21 лютого 1940 Адигейській АО було передано Кужорська сільська Рада Тульського району Краснодарського краю, а в її складі було утворено Майкопський район і в області стало 7 районів: Гіагінський, Кошехабльский, Красногвардійський, Майкопський, Тахтамукайський, Теучезький і Шовгеновський район.
- 28 квітня 1962 до Майкопського району була приєднана територія скасованого Тульського району Краснодарського краю.[1].[2].

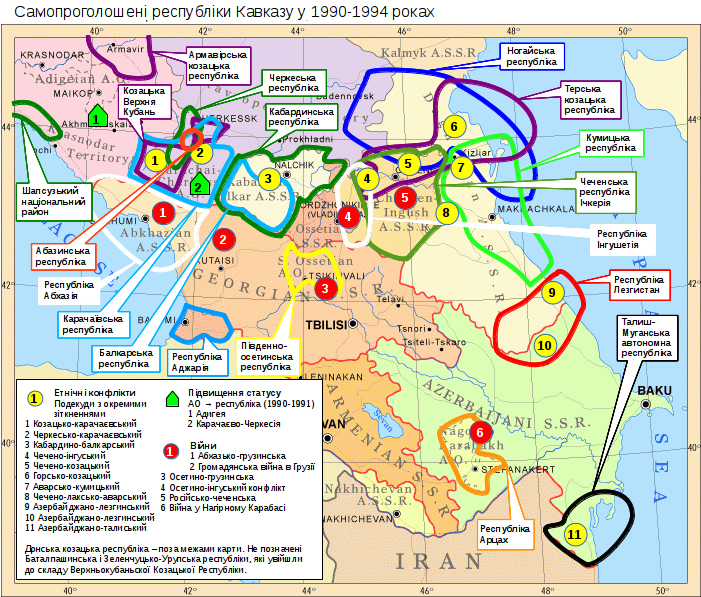
Кавказ під час підвищення статусу Адигеї до рівня республіки

- 5 жовтня 1990 позачергова сесія Адигейської обласної Ради народних депутатів ухвалила рішення про підвищення статусу Адигеї до рівня самостійного суб'єкта РРФСР (республіки) і проголосила Адигейську Радянську Соціалістичну Республіку, (рішення не мало юридичної сили).
- 15 грудня 1990 вихід Адигеї зі складу Краснодарського краю узаконено Другим з'їздом народних депутатів РРФСР, що внесла зміни до Конституції РРФСР, за якими автономні області виводилися з складів країв, куди входили[3]..
- 3 липня 1991 року Верховна Рада РРФСР внесло в російську конституцію поправку, що перетворила Адигейську АО у Радянську Соціалістичну Республіку Адигея у складі РРФСР. Дана поправка була внесена на розгляд З'їзду народних депутатів РРФСР[4], але так і не була затверджена ним.
- 21 квітня 1992 З'їзд народних депутатів Російської Федерації прийняв поправку до конституції РРФСР, яка перетворила Адигейську АО на Республіку Адигея[1]. Поправка набула чинності з моменту опублікування 16 травня 1992 у «Російській газеті»[2].

## Адміністративний поділ
Станом на 1 січня 1985 до складу Адигейської АО входило 2 міста обласного підпорядкування:
- Майкоп,
- Теучезьк пізніше Адигейськ

і 7 районів:
1. Гіагінський — станиця Гіагінська,
2. Кошехабльський — аул Кошехабль,
3. Красногвардійський — с. Красногвардійське,
4. Майкопський — сел. Тульський,
5. Октябрський — аул Октябрський,
6. Теучезький — місто Теучезьк,
7. Шовгенівський — аул Шовгенівський.

## Населення
Динаміка чисельності населення області:
| Рік  | Площа, км² | Населення, осіб |  |
| ---- | ---------- | --------------- |  |
| 1930 | 3 015      | 113 700         |  |
| 1939 | 3 048      | 241 799         |  |
| 1959 | 3 900      | 284 690         |  |
| 1970 | 7 600      | 385 644         |  |
| 1979 | 7 600      | 404 504         |  |
| 1989 | 7 600      | 432 588         |  |

Національний склад населення згідно перепису 1979 року:
| Національність | Населення, осіб | Кіл-сть, % |
| -------------- | --------------- | ---------- |
| Росіяни        | 285 626         | 70,6       |
| Адиги          | 86 388          | 21,4       |
| Українці       | 12 078          | 3,0        |
| Вірмени        | 6 359           | 1,6        |
| Татари         | 2 415           | 0,6        |
| Білоруси       | 2 244           | 0,6        |

## Ресурси Інтернету
- Административно-территориальное деление РСФСР [Архівовано 26 січня 2012 у Wayback Machine.]
- ЗАКОН Об Адыгейской автономной области (с изменениями на 28 мая 1986 года)[недоступне посилання з лютого 2019]
- https://web.archive.org/web/20140813010726/http://poisk-zakona.ru/269736.html